# Apoera
Apoera, también denominada Apura, es una población en la zona oeste de Surinam.
Se encuentra en el extremo final de la ruta de interconexión Este-Oeste, Sur de Surinam, prácticamente en el borde fronterizo con Guyana. Se encuentra a unos 24 km al sureste de la villa de Guyana denominada Orealla, la cual se ubica sobre la costa opuesta del río Corentín, tiene 777 habitantes en el 2020.

## Geografía
Apoera es parte del Kabalebo complejo en el distrito de Sipaliwini de Surinam. Esta ciudad está situada en la orilla surinamesa (este) del río Corentín y tiene alrededor de 777 habitantes, originalmente en su mayoría ameridios del Lokono  tribu. Apoera, además del río, también es accesible a través del enlace de la carretera Zanderij-Bitagron-Camp 52 (el enlace sur este-oeste). Se encuentra a unos 24 km del pueblo guyanés de Orealla. La ciudad de Apoera está situada en las inmediaciones de la aldea amerindia Washabo, la Tiriyó aldea de Sandlanding y la Pista de aterrizaje de Washabo. Hasta 1995, los pueblos de Apoera, Washabo y Section estaban gobernados por el mismo cacique debido a su cercanía.

## Salud
Apoera alberga un centro de salud Medische Zending.

## Desarrollo económico
En el marco del plan Oeste-Surinam de 1976 a 1978, se construyó una vía férrea de 80 kilómetros desde el sur de Apoera hasta la cordillera de Bakhuis (Montañas Bakhuis), para la extracción de bauxita. Se pretendía que Apoera se convirtiera en un puerto donde pudieran atracar barcos de bauxita, pero al final el ferrocarril nunca se utilizó para este propósito. Según este Plan de Surinam Occidental, Apoera se transformaría en una próspera ciudad portuaria que transportaría bauxita proveniente de las montañas Bakhuis a los barcos en el puerto. El plan nunca se concretó y las 63 casas prefabricadas para los trabajadores habían sido abandonadas y, a menudo, ocupadas ilegalmente. En 2003, se vendieron doce casas a los habitantes.
En el marco del proyecto IIRSA de mejoramiento de la vía entre Ciudad Guayana, pt, Linden, Apoera y Paramaribo, un puente que cruza el Río Corentín está planeado cerca de Apoera. Según un estudio de Pitou van Dijk, el tramo Linden-Paramaribo tiene solo prioridad secundaria con IIRSA en este momento.
Había extracción de madera en Apoera, incluso en el complejo empresarial del aserradero del Grupo Greenheart, pero Greenheart cerró el aserradero en 2015.
Apoera tiene algunos albergues donde los turistas pueden hospedarse durante los viajes por la selva tropical.
El escritor surinamés Clark Accord escribió la novela "Entre Apoera y Oreala", que se publicó en 2005.